# Lycodes marisalbi
Lycodes marisalbi es una especie de pez de la familia de los Zoarcidae en el orden de los perciformes.

## Morfología
Los machos pueden llegar a alcanzar los 21,3 cm de longitud total.

## Hábitat
Es un pez de mar y de Clima polar y demersal que vive entre 91-335 m de profundidad.

## Distribución geográfica
Se encuentra en el Mar Blanco.

## Costumbres
Es bentónico. 

## Observaciones
Es inofensivo para los humanos. 